# Turdión
El turdión (en francés: tourdion, tordion; en italiano: tordiglione, dordiglione) era una danza francesa animada y en ritmo ternario, de naturaleza similar a la gallarda. Toma su nombre del verbo "tordre" que significa "torcer, girar". Fue popular desde mediados del siglo XV en la corte de Borgoña hasta finales del XVI en todo el reino de Francia.

## Historia
Las primeras referencias literarias al turdión datan del siglo XV, como por ejemplo en La grant danse macabre (Lyon, 1499). 
Antonius de Arena en Ad suos compagnos (1519), que es un tratado en latín macarrónico, escribe la descripción más antigua de la danza propiamente dicha figura. Según Arena este baile incluye una representación silábica del ritmo de la unidad de paso y afirma que “para el turdión no hay reglas precisas; no hay preliminar ni conclusión”.
Para Thoinot Arbeau en Orchesographie (1589), un tratado en forma de diálogo, el turdión era como la gallarda pero se bailaba más dulcemente con acciones y gestos menos violentos, siendo más ligero y rápido con los pies pegados al suelo. Al igual que la gallarda, el turdión tenía como unidad de paso principal el cinque pas, que constaba de cinco pasos ejecutados en seis tiempos (por ejemplo, dos compases en ritmo ternario o un compás binario de subdivisión ternaria), con un salto en el quinto pulso. La diferencia principal entre un cinque pas de gallarda y de turdión era que en este último el saut majeur o gran salto del quinto pulso fue reemplazado por un movimiento más pequeño, el saut modéré. La estructura coreográfica habitual del turdión, como la de la gallarda, comenzaba con la reverencia y el paseo de la pareja de baile, seguidos de varias secuencias bailadas alternativamente por la mujer y el hombre, “hasta que los músicos dejaban de tocar”.
En el siglo XVI el turdión fue la danza francesa que se añadía con más frecuencia tras la basse danse, caracterizada por movimientos calmados sin dar saltos. Esta combinación se llevó a cabo debido a sus tempi contrastantes, que eran bailadas junto con otros pares de danzas como pavana–gallarda así como con alemanda–courante. En Dixhuit basses danses (1530) de Pierre Attaingnant el turdión aparece como tercera danza formando parte de una suite de tres que sigue este orden: basse danse–recoupe–turdión.

### Tordiglione

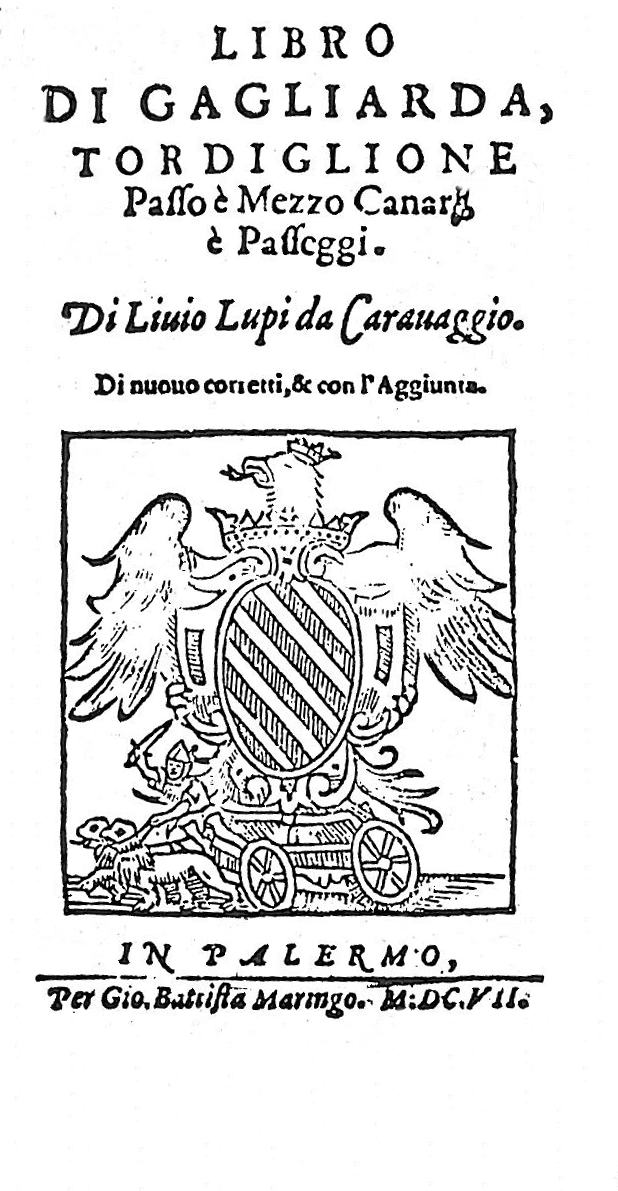
Portada del tratado Libro di gagliarda, tordiglione, passo e mezzo, canari e passeggi de Livio Lupi da Caravaggio (Palermo, 1607).

El término tordiglione figura en los diccionarios italianos de finales del siglo XVI en adelante definido invariablemente como equivalente a la danza francesa tourdion. Para Randel se trata de una forma totalmente independiente con sus propias características. Las formas italiana y francesa presentan estructuras coreográficas y musicales similares. No obstante, Fabritio Caroso en Il ballarino (1581) y Césare Negri en Le gratie d'amore (1602), recogieron en sus obras variaciones coreográficas para el tordiglione y utilizaron numerosas unidades de paso ornamentadas en lugar del cinque pas descrito por Arbeau. La música de tordiglione en Caroso y Negri consta de cuatro motivos de seis pulsos extrañamente organizados en compases en ritmo binario. Son partituras mínimas, sin duda destinadas a que los instrumentistas improvisasen variaciones durante las 20 o más repeticiones necesarias para acompañar el baile.

## Coreografía
Casi todas las variantes se basan en el turdión cinq pas simple. El cinq pas (cinco pasos) puede comenzar en posture droit o en posture gauche (la primera con el pie derecho un poco más adelante y la última con el izquierdo), con el peso distribuido uniformemente entre los pies. Partiendo de una posture gauche, le siguen en un solo pulso un pied en l'air droit (pie derecho en el aire) y un petit saut (pequeño salto), es decir, una pequeña patada al aire del pie derecho al mismo tiempo que un salto ligero para caer con el pie izquierdo. Hay que recordar que todos los pied en l'air (pie en el aire) van acompañados del petit saut en el pie opuesto.
El paso se repite como un pied en l'air gauche (pie izquierdo en el aire), con una patada al aire con el pie izquierdo y un leve salto para caer con el pie derecho. Ambos pasos se repiten, con cuidado de que las patadas sean pequeñas (ya que la danza es rápida). Después de las cuatro patadas, uno realiza un saut moyen, que es un pequeño salto en el aire que lleva a los pies a la postura gauche o droit, el que sea lo contrario del primero. Esta combinación del saut moyen y la posture se suele llamar cadencia. El proceso se repite, reflejado para mostrar la postura de partida, hasta que termina la canción.

## Características musicales
La música para el turdión suele estar formada por dos o tres secuencias de frases repetidas, cada una de las cuales consta a su vez de cuatro motivos de seis pulsos o tiempos que coinciden con las frases de la danza. En ritmo ternario, el turdión se ha descrito como "más rápido y ligero", en comparación con la gallarda.

## Compositores y obras
Los primeros turdiones conservados están impresos como segundas danzas posteriores a las basse danses. Pierre Attaingnant popularizó esta danza en sus publicaciones de colección de danzas Dixhuit basses danses (Dieciocho bajas danzas) para laúd y Neuf basse danses... a quatre parties (Nueve bajas danzas... a cuatro voces), ambas de 1530.
Algunos turdiones fueron reimpresos en antologías posteriores. Varios también se incluyen en la colección de danza Musicque de joye (c. 1544) de Jacques Moderne. Un famoso turdión sobre una melodía titulada "La Magdalena", se conserva hoy en The Attaingnant Dance Prints (Las publicaciones de danza de Attaingnant). La canción "Quand je bois du vin clairet" fue arreglada a cuatro voces sobre la melodía del turdión "La Magdalena" por un compositor anónimo. 